# Xftp
Xftp是一个基于 MS windows 平台的SFTP、FTP 文件传输软件。使用Xftp，MS windows 用户能安全地在 UNIX/Linux 和 Windows PC 之间传输文件。Xftp能同时适应初级用户和高级用户的需要。它采用了标准的Windows风格的向导，它简单的界面能与其他 Windows应用程序紧密地协同工作，此外它还为高级用户提供了众多功能特性。